# Memes Décentralisés
Memes Décentralisés est une communauté francophone de création et de partage de mèmes portant sur la vie quotidienne en France et dans les autres pays francophones, à l'exception de Paris. Elle est présente sur les réseaux sociaux (Facebook, Instagram, Twitter et Twitch) depuis 2018. Memes décentralisés pour provinciaux et francophones oubliés est également une entreprise de vente à distance gérée par le créateur de la page Facebook Gabriel Kaikati et créée en juillet 2019, ainsi qu'une association d'événementiel créée en avril 2019. Le 24 janvier 2024, les créateurs annoncent arrêter Memes décentralisés sur tous les réseaux sociaux.

## Création
En juin 2018, le Grenoblois Gabriel Kaikati et le Bourguignon Harald Lenud-Pilc créent une page Facebook sous le nom de Memes Décentralisés pour Provinciaux et Francophones Oubliés, en réaction au succès de pages de mèmes centrées sur Paris ou Londres (notamment « mèmes intramuros pour jeunes Franciliens »), pour mettre la lumière sur les territoires moins couverts par les médias français. La page rencontre rapidement un franc succès, comptant un millier de followers en 24h, et plus de 10 000 en deux semaines. 
La page se développe alors avec la création par Jean Bono en juillet 2018 d'un groupe Facebook, Neurchi de memes extramuros, pour permettre à d'autres utilisateurs de créer et partager des mèmes sur le thème de la page. À la fin de l'année, des pendants de la page Facebook sont créés sur Instagram et Twitter. Les publications sont principalement des mèmes, mais la page connaît aussi une grosse popularité grâce aux événements qu'elle organise.

## Développement
Face au succès rencontré par la page, Gabriel Kaïkati quitte son emploi dans la restauration pour se consacrer à plein temps au projet. Alors qu'Harald Lenud-Pilc s'éloigne du projet, le grenoblois André Da Silva rejoint l'équipe (communication et comptabilité), et une association à but non lucratif est créée en avril 2019 pour lancer des projets parallèles IRL. Elle gère notamment les Vélo By Night, des sorties à vélo organisées dans Grenoble. Si le projet de création d'un rallye C15 a été reporté sine die, Memes Décentralisés a notamment créé le site Comment Aider pour mobiliser l'aide solidaire pendant la crise du COVID-19. Ils organisent également une tombola, ou encore un tour de France en août 2019 pour aller à la rencontre de leur abonnés. 
Memes Décentralisés organise régulièrement des tournois sur les réseaux sociaux mettant en compétition les meilleures spécialités culinaires régionales, le patrimoine français ou encore les noms de village les plus improbables (remporté par Sainte-Verge devant Gland),.
Gabriel Kaikati et André Da Silva créent également une entreprise, pour vendre des produits dérivés en ligne (T-shirts, stickers...). Toutefois, cette activité s'avère peu rentable : en 2020, « les tee-shirts aux couleurs du groupe et la communication pour des bars grenoblois ne leur rapportent actuellement « même pas de quoi payer un salaire pour deux » ».
L'équipe doit faire face à la politique de modération sévère des réseaux sociaux, qui suppriment régulièrement certains posts jugés contraires aux conditions d'utilisation. Leur page Facebook est même supprimée le 23 décembre 2019. Ils créent une nouvelle page dans la foulée, mais perdent une grosse partie de leur public sur cette plateforme. En août 2021, c'est le compte Instagram qui est suspendu, avant d'être finalement republié.
Fin décembre 2020, ils créent un compte sur Twitch et commencent à diffuser des streams, notamment du jeu GeoGuessr.
En septembre 2021, l'office du tourisme de Saint-Étienne fait appel à eux pour promouvoir l'agglomération stéphanoise.
Les 18 et 19 juin 2022, pour fêter ses 4 ans, la communauté se retrouve lors d'une fête organisée dans les Vosges. 
En janvier 2024, Memes Décentralisés compte 433.000 abonnés sur Instagram et 247.000 sur X. 
Le 24 janvier 2024, les créateurs annoncent la fin de Memes Décentralisés et leur départ des réseaux sociaux. Parmi les explications avancées, les deux créateurs citent la charge de travail importante, une situation économique qui reste précaire, ainsi que l'accumulation des aspects négatifs de la gestion d'un tel compte depuis cinq ans. 

## Événements
La communauté organise également des événements en France, portés par ses administrateurs. En novembre 2019, une élection de la plus belle cathédrale de France est organisée. Plus de 70 000 membres y participent et élisent la cathédrale de Strasbourg. Cette compétition se termine sur un apéritif géant situé sur le parvis de la cathédrale de Strasbourg. 
En avril 2020, la page a lancé une « Battle Rural », consistant en un vote pour le meilleur département français durant 10 jours. La Lozère remporte le tournoi avec 8754 votes. La compétition a attiré plus de 200 000 visiteurs et certains départements ont encouragé la participation pour leur territoire.

## Mèmes populaires
Memes Décentralisés est à l'origine de la popularisation de plusieurs mèmes, comme la poule pleine d'eaux, le citadin de ses morts ou ceux autour du Citroën C15. La page crée aussi quelques mèmes plus grivois, comme celui de la fille du boulanger ; ce personnage est supprimé après des critiques concernant son aspect sexiste.

## Analyse sociologique
Memes Décentralisés rassemble autour de l'idée de décentraliser les sujets de mèmes, et plus largement de promouvoir les régions françaises et francophones. Soudée par l'opposition au mode de vie parisien considéré comme bourgeois et déconnecté du monde réel, elle s'appuie sur les fiertés régionales. Elle cherche aussi à faire découvrir les spécificités de la vie quotidienne en milieu rural et dans les villes moins représentées dans les médias que la capitale, en créant des mèmes auxquels il est facile de s'identifier.
L'humour mis en avant par la page repose sur des stéréotypes associés aux espaces ruraux, ainsi que sur un mode de vie parisien tourné en dérision, décrit comme hors-sol. Les memes jouent ainsi sur l'idée d'« une ruralité incomprise par la population urbaine ». Après avoir beaucoup joué sur l'opposition entre Paris et le reste de la France, la page décide d'élargir sa ligne éditoriale et de mettre en scène la rivalité entre les villes et les villages, le monde urbain et le monde rural. 
Le public cible est la jeunesse connectée qui connaît les codes humoristiques des memes, mais qui n'a pas grandi à Paris. Les créateurs s'adressent autant aux jeunes vivant en zone rurale que ceux qui sont originaires de la campagne mais ont déménagé en ville. Les deux animateurs de la page, Gabriel Kalkati et André Da Silva, vivent d'ailleurs à Grenoble. Da Silva est né à Vendeuvre-sur-Barse dans l'Aube (700 habitants) et Gabriel Kalkati explique avoir passé tous les étés de son enfance dans le petit village savoyard de sa mère. La majorité des abonnés ont entre 20 et 25 ans. En raison de son thème très spécifique, la page génère un fort taux d'engagement (commentaires, partages, etc) et permet ainsi de fédérer une véritable communauté.
Si la page est politiquement plutôt neutre, elle mentionne régulièrement Jean Lassalle, considéré comme l'homme politique représentant le mieux la ruralité. Gabriel Kaikati et André Da Silva ont de leur côté soutenu l'écologiste Éric Piolle lors des élections municipales de Grenoble en 2020. La page critique notamment l'urbanisation à outrance et les dérives de la chasse, et promeut la préservation de l'environnement. Les sujets politiques font régulièrement réagir, provoquant parfois de nombreux commentaires racistes sur les memes traitant des élections, ce qui a poussé les créateurs à éviter ces sujets.

## Influence
Inspirées par Memes Décentralisés, de nombreuses pages de mèmes régionales voient le jour entre 2019 et 2020, notamment sur l'Auvergne, la Corse, la Savoie, la Loire, la Champagne ou encore la Bretagne.